# Takashi Kiyama
Takashi Kiyama (Hyogo, 18 februari 1972) is een voormalig Japans voetballer.

## Carrière
Takashi Kiyama speelde tussen 1994 en 2002 voor Gamba Osaka, Consadole Sapporo en Mito HollyHock.